# Кли Елъм
Кли Ѐлъм (на английски: Cle Elum) е град в окръг Кититас, щата Вашингтон, САЩ. Кли Елъм е с население от 1870 жители (2009) и обща площ от 3,8 km². Намира се на 583 m надморска височина. ЗИП кодът му е 98922, а телефонният му код е 509.